# 天台寺 (九華山)
天台寺（てんだいじ）は、中華人民共和国安徽省池州市青陽県九華山にある仏教寺院のこと。九華山にある寺院では山頂にあることから最も有名な寺院である。

## 歴史
天台寺は、九華山の頂上に在り、唐の中期、金喬覚がこの地で修行したことから、地蔵菩薩の道場となった。
明の洪武元年（1368年）、住職であった昭蓮により再建された。
清の康熙59年（1720年）、僧侶の塵塵子が居を構えた。光緒15年（1890年）は寺院を再建した。
1920年、住職であった徹徳により大雄宝殿が建立される。その翌年には、藍田により寺院に通じる石畳の道が整備された。
1953年　、地元政府により寺院が修復される。その後、1983年に中華人民共和国国務院により漢族地区仏教全国重点寺院に認定されている。

## 伽藍
山門、天王殿、大雄宝殿、観音殿、法堂